# Frühlings-Fingerkraut

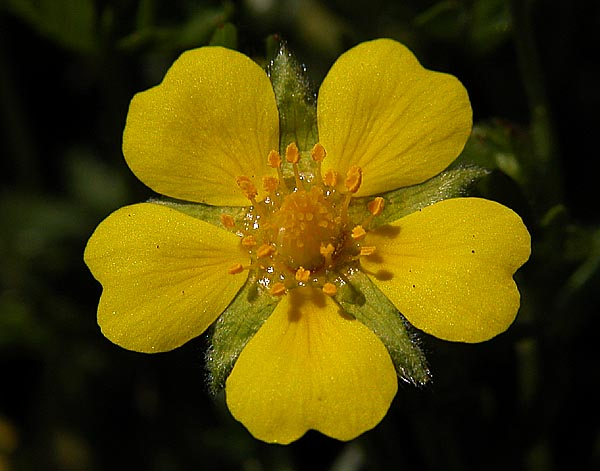
Frühlings-Fingerkraut, aufgenommen in Buseck (Hessen)

Das Frühlings-Fingerkraut (Potentilla neumanniana Rchb., Synonyme: Potentilla tabernaemontani Aschers.; Potentilla verna auct.) ist ein in Mitteleuropa meist verbreitet und häufig vorkommendes Rosengewächs (Rosaceae). Es blüht von März bis Mai, manchmal auch im Spätsommer und Herbst ein zweites Mal.

## Erscheinungsbild
Diese Art ist ausdauernd und bildet oft große, teppichartige Wuchsformen. Die Grundblätter sind fingerförmig und bestehen aus fünf bis sieben keilförmigen bis verkehrt-eiförmigen Blättchen. Diese sind 1 bis 3 cm lang und besitzen jederseits zwei bis fünf Zähne. Der freie Teil der Nebenblätter der Grundblätter ist sehr schmal linear bis lanzettlich (Unterschied zum Rötlichen Fingerkraut). Die blühenden Triebe wachsen seitlich aus den Achseln der vorjährigen, zur Blütezeit teilweise vergangenen Grundblätter. Sie sind niederliegend, mit der Spitze aufsteigend, 5–15 cm lang und besitzen mehrere Stängelblätter. Der Blütenstand ist 3- bis 10-blütig und oft schon aus den Achseln der unteren Stängelblätter verzweigt. Die Blüten sind gelb und besitzen einen Durchmesser von 10–18 mm. Als Potentilla neumanniana werden nur solche Pflanzen bezeichnet, die keine Sternhaare besitzen (siehe z. B. Sand-Fingerkraut). Die Behaarung besteht nur aus einfachen, 2–3 mm langen Haaren („Striegelhaaren“), die meist vorwärts gerichtet sind, seltener auch fast abstehend. Im oberen Teil der Blütentriebe und an den Blattstielen finden sich kürzere, gekrümmte Haare, manchmal auch kurze Drüsenhaare.
Die Chromosomenzahl beträgt 2n = 42, aber auch 28, 49, 56, 63 oder 84.

## Verbreitung

### Standortbedingungen und Vergesellschaftung
Potentilla neumanniana wächst auf trockenen Standorten wie Felsköpfen, offenen Kies- und Sandböden, auch an Weinbergmauern, Straßen- und Dammböschungen und Wegrändern. Sie kommt in Gesellschaften der Ordnung Brometalia und der Klasse Sedo-Scleranthetea, aber auch in denen des Verbands Erico-Pinion vor.

### Allgemeine Verbreitung
Die Art kommt vor allem im gemäßigten Europa von Nordspanien im Westen bis nach Belarus und Bulgarien im Osten vor. Nach Norden bis Schottland, Mittelnorwegen, Estland, Karelien, im Süden auf Korsika, in Italien bis Apulien, auf der Balkanhalbinsel bis Mazedonien. In den Allgäuer Alpen steigt es im Tiroler Teil zwischen Holzgau und Vorderer Mutte bis zu einer Höhenlage von 1650 Metern auf.

### Verbreitung in Deutschland
Das Frühlings-Fingerkraut ist in Deutschland sehr verbreitet. Im Norden Deutschlands kommt es selten vor. 

## Sonstiges
Die Bestäubung der Blüten erfolgt durch Insekten.
Das Frühlings-Fingerkraut ist ausgesprochen vielgestaltig und variabel. Bis jetzt ist keine befriedigende Einteilung der Art gelungen. Zum Teil werden bis zu 10 Varietäten unterschieden und diese wiederum in mehrere Formen unterteilt. Fast überall treten jedoch Übergänge zwischen den einzelnen Formen auf.